# Bazylika katedralna Notre-Dame w Ottawie
Bazylika katedralna Notre-Dame w Ottawie (ang. Notre-Dame Cathedral Basilica, Ottawa, fr. Basilique-cathédrale Notre-Dame d'Ottawa) – rzymskokatolicka katedra znajdująca się w Ottawie, stolicy Kanady, przy 385 Sussex Drive. Jest najstarszym kościołem w mieście.

## Historia
Świątynia została wybudowana w latach 1841–1846 w stylu neogotyckim z elementami neoklasycystycznymi według projektu Antoine'a Robillarda i Ojca Cannona. Wieże katedry zostały ukończone w 1866. W roku 1879 zostały zamontowane witraże. W latach 90. XX wieku bazylika została poddana renowacji.

## Wnętrze
Nawy bazyliki są zakończone neogotyckimi łukami oraz podzielone smukłymi kolumnami. Wnętrze kościoła posiada ornamentykę neogotycką i obrazy, oraz wiele rzeźb z motywami religijnymi. W nawach bocznych, przy wejściu do prezbiterium, są umieszczone drewniane ołtarze, ozdobione drogimi kamieniami i pokryte złotem.